# Reem Alsalem
Reem Alsalem (1976), es una consultora independiente y exfuncionaria pública jordana. Desde agosto de 2021, es Relatora Especial de las Naciones Unidas violencia contra las mujeres y las niñas.

## Biografía
Reem Alsalem nació en 1976 en El Cairo, en Egipto. Estudió en la Universidad Americana de El Cairo, donde obtuvo una máster en relaciones internacionales en 2001. En 2003, obtuvo otro máster en Derechos Humanos por la Universidad de Oxford.
Durante 17 años fue funcionaria internacional de la Oficina del Alto Comisionado de las Naciones Unidas para los Refugiados, donde trabajó en 13 países con refugiados. En 2016, comenzó a trabajar como consultora independiente en cuestiones humanitarias y de género. Es políglota y habla inglés, francés, alemán, árabe y español 

## Posición sobre la prostitución y la pornografía
Reem Alsalem, Relatora Especial de las Naciones Unidas sobre la violencia contra las mujeres y las niñas, ha expresado su apoyo al abolicionismo de la prostitución y su rechazo a la industria de la pornografía. Estas opiniones fueron desarrolladas en su informe temático titulado La prostitución y la violencia contra las mujeres y las niñas, presentado al Consejo de Derechos Humanos de las Naciones Unidas en junio de 2024.
En este informe, la relatora analiza la prostitución como una causa, una consecuencia y una forma de violencia estructural, alimentada por las desigualdades económicas, el racismo, la migración forzada y los conflictos armados. También subraya que las mujeres y niñas más marginadas —especialmente aquellas que sufren múltiples formas de discriminación— son las más expuestas a entrar en la prostitución debido a su situación socioeconómica precaria.
Organizaciones como la Coalición para la Abolición de la Prostitución (CAP International) y activistas feministas han apoyado esta postura.

### Violencia inherente a la prostitución
El informe afirma que la prostitución implica violaciones graves de los derechos humanos. Las mujeres y niñas en situación de prostitución estarían expuestas a violencia física, abuso sexual, violación y múltiples formas de violencia psicológica. También sufrirían explotación económica, recibiendo poca o ninguna compensación y estando expuestas a extorsión y abuso sistemático. Estas conclusiones coinciden con los análisis realizados por teóricas del feminismo radical, como Kathleen Barry.

### Impacto en la igualdad de género
Según Alsalem, la prostitución se alimenta de la pobreza, el racismo y la sexualización de las mujeres, afectando especialmente a mujeres pertenecientes a minorías y entornos marginados. El informe sostiene que esta práctica contribuye a la cosificación de las mujeres, refuerza los estereotipos de género y mantiene dinámicas de poder desiguales. La normalización de la prostitución y el consumo de pornografía agravarían las desigualdades de género y fomentarían actitudes sexistas y violentas hacia las mujeres.

### Vínculos entre pornografía y violencia
El informe también identifica la pornografía como un factor clave en la normalización de la violencia sexual. Destaca que con frecuencia representa actos de violencia física y verbal, influyendo en las expectativas sexuales de los consumidores. Las mujeres que trabajan en la industria pornográfica serían sometidas a prácticas sexuales violentas, muchas veces sin protección, que pueden ocasionar lesiones graves.
Asimismo, el documento afirma que la pornografía, al igual que la prostitución, contribuye a trivializar conductas sexuales degradantes, afectando de forma particular a las personas jóvenes expuestas a ella desde edades tempranas.

### Recomendaciones de política pública
En su informe, Alsalem recomienda a los Estados adoptar un modelo jurídico basado en el llamado modelo nórdico o “modelo de igualdad”. Este enfoque propone la despenalización de las personas en situación de prostitución, la penalización de la compra de actos sexuales y la implementación de políticas integrales de prevención y salida.
La relatora aboga por servicios públicos integrales que incluyan acceso a vivienda, atención médica, apoyo psicosocial y alternativas económicas para las personas afectadas. También pide campañas de sensibilización orientadas a los compradores de sexo, con el fin de reducir la demanda.
El informe también llama a regular o prohibir aquellas formas de pornografía que impliquen violaciones graves a la dignidad humana o a la integridad física de las mujeres.
En una declaración publicada por las Naciones Unidas en julio de 2024, Alsalem expresó su apoyo a la ley francesa del 13 de abril de 2016 sobre el sistema prostitucional, considerándola coherente con el modelo abolicionista recomendado en su informe.

## Feminismo y Transgénero
En el centro de su trabajo como Relatora Especial, defiende que el sexo y el género no deben confundirse y que ambos deben registrarse en los datos. Considera que puede haber un conflicto entre los derechos de las mujeres y los derechos de las personas transgénero 